# Себешко језеро
Себешко језеро (рус. Себежское озеро) слатководно је језеро ледничког порекла смештено у централном делу Себешког рејона, на југозападу Псковске области у Русији. Језеро се налази у басену реке Западне Двине, односно у басену Балтичког мора. Језеро је име добило по граду Себежу који се налази на његовој северозападној обали.
Акваторија језера обухвата површину од око 15,8 км² (са острвима око 16 км²). Максимална дубина језера је до 18 метара, док је просечна дубина око 5 метара. Површина језера лежи на надморској висини од 126 метара.
У језеро се улива неколико мањих потока, а из њега отиче речица Угринка. Обале су доста високе, приобални део је прекривен песком. Под ледом је од краја новембра до краја априла, а температура површинског слоја воде током летњих месеци редовно прелази 20 °C.
Од 1996. године језеро се налази унутар граница Себешког националног парка.